# Meliosma gracilis
Meliosma gracilis är en tvåhjärtbladig växtart som beskrevs av Cornejo och Bonifaz. Meliosma gracilis ingår i släktet Meliosma och familjen Sabiaceae. Inga underarter finns listade.